# Schwertberg
Schwertberg è un comune austriaco di 5 305 abitanti nel distretto di Perg, in Alta Austria; ha lo status di comune mercato (Marktgemeinde).